# Michael Szwarc
Michael Mojżesz Szwarc (ur. 9 czerwca 1909 w Będzinie zm. 4 sierpnia 2000 w San Diego) – chemik pochodzenia polsko-żydowskiego, pracujący w Wielkiej Brytanii i Stanach Zjednoczonych, odkrywca i badacz reakcji polimeryzacji żyjącej zachodzącej poprzez mechanizm jonowy.

## Życiorys
Urodził się w żydowskiej rodzinie w Będzinie. W 1932 otrzymał tytuł inżyniera chemii na Politechnice Warszawskiej. W 1935 wyemigrował do Palestyny, gdzie dołączył do swojej siostry i kuzyna. W 1942 obronił pracę doktorską z chemii organicznej na Uniwersytecie Hebrajskim w Jerozolimie.
W 1945 przeniósł się na University of Manchester w Wielkiej Brytanii, gdzie zaczął pracować w zespole Michaela Polanyi'ego. Na uczelni tej, w 1947, obronił swoją drugą pracę doktorską, tym razem z chemii fizycznej, a dwa lata później, w 1949, przyznano mu tytuł D.Sc (odpowiednik polskiej habilitacji) za prace nad pomiarami energii rozkładu wiązań chemicznych i jednocześnie przyjęto w poczet wykładowców Uniwersytetu w Manchesterze.
W 1952 Michael Szwarc przeniósł się do Stanów Zjednoczonych, gdzie objął stanowisko profesora chemii fizycznej i polimerów na Uniwersytecie Stanu Nowy Jork (SUNY), w College of Environmental Science and Forestry w Syracuse. Po paru latach działalności na tej uczelni, stworzył tam zespół naukowy, pracował intensywnie nad rozwojem technik polimeryzacji żyjącej, zgodnie z długofalowym programem zaproponowanym przez Szwarca w jego publikacji w Nature z 1956, która po raz pierwszy wprowadziła ten termin do obiegu. W 1964 otrzymał od SUNY tytuł Distingished Professor, a w 1967 założył na tej uczelni Centrum Badań Polimerów, którym kierował aż do przejścia na emeryturę w 1979. Po jego śmierci instytutowi, który założył nadano jego imię.
Jeszcze przed przejściem na emeryturę podjął współpracę z przemysłem. Był konsultantem projektów naukowych prowadzonych przez Union Carbide, Dow Corning, Dow Chemicals i 3M. Po emeryturze Michael Szwarc przeniósł się do Loker Hydrocarbon Research Institute Uniwersytetu Kalifornijskiego, Los Angeles, gdzie kontynuował swoją pracę naukową, we współpracy ze swoimi wychowankami z SUNY, koncentrując się jednak w większym niż wcześniej okresie na rozwiązywaniu praktycznych problemów związanych z zastosowanie technik polimeryzacji żyjącej w przemyśle oraz na pisaniu monografii i książek podsumowujących postępy w chemii polimerów.
Żoną Michaela Szwarca była Polka używająca na co dzień zdrobnienia "Marysia". Miał z nią troje dzieci, syna (Rafi ur. 1936) i dwie córki (Meira ur. 1942 i Rina ur. 1956). Grywał amatorsko na fortepianie. Był zapalonym pływakiem długodystansowym.

## Dorobek naukowy
Pierwszym ważnym dokonaniem Micheala Szwarca było znalezienie skutecznych metod pomiaru energii rozpadu wiązań w reakcjach pirolizy związków organicznych. Badania te, zapoczątkowane pod kierunkiem Michaela Polanyi'ego, były najpierw skoncentrowane na analizie kalorymetrycznej reakcji rozkładu termicznego jodku benzylu. Związek ten jednak okazał się złym modelem i zamiast niego Szwarc zdecydował się badać reakcję rozpadu wiązania C-C i C-H w toluenie za pomocą złożonego zestawu technik analitycznych. W wyniku swych badań odkrył on nowy typ reakcji zwany krakingiem molekularnym:
PhCH3 + H• → Ph• + CH4
Następnie badania zostały rozszerzone na analizę innych pochodnych benzenu, aby ustalić wpływ podstawników przy pierścieniu aromatycznym na energię rozpadu wiązań C(sp2)-C(sp3).
Ubocznym rezultatem jego badań było też odkrycie powstawania w reakcjach pirolizy p-ksylenu dwurodników dibenzylowych, zdolnych do dimeryzacji i polimeryzacji prowadzącej do powstawania poli(paraksylenu). Dalsze badania doprowadziły do dokładniejszego określenia mechanizmu tej reakcji i zaproponowania przemysłowych metod syntezy tego rodzaju polimerów.
Po przeniesieniu się do SUNY Michael Szwarc kontynuował początkowo prace nad otrzymywaniem poli(paraksylenu) i podobnych polimerów. W wyniku tych badań opracowano wspólnie z Petrocarbon Co. a później z Union Carbide przemysłowe technologie otrzymywania tych polimerów i rozpoczęto ich sprzedaż pod nazwą handlową Galaxy Parylene. Polimery te są stosowane jako termokurczliwe powłoki w elektronice oraz jako materiał na membrany półprzepuszczalne
W trakcie badań nad mechanizmem rozkładu termicznego nadtlenku acetylu Michael Szwarc zainteresował się po raz pierwszy techniką spektroskopii EPR, która umożliwiła mu niemal bezpośrednie ustalenie struktury stanów przejściowych w tej reakcji. W trakcie współpracy przy zastosowaniu technik EPR przy badaniach mechanizmów reakcji zetknął się z badaniami Samuela Weissmana z Brookhaven National Laboratories, który badał powinowactwo chemiczne rodników metylowych do węglowodorów aromatycznych i przypadkiem natknął się na zjawisko powstawania rodnikoanionów fenantrenowych naftalenowych zdolnych do inicjowania bardzo szybko zachodzących polimeryzacji styrenu. Dla zespołu Weissmana fakt powstawania polimeru był tylko utrudnieniem w jego badaniach, dlatego zgodził się oddać tę tematykę Szwarcowi. Badania prowadzone przez Szwarca doprowadziły do odkrycia, że reakcja polimeryzacji styrenu inicjowana anionorodnikiem naftalenu może prowadzić do szybkiej i całkowitej konwersji monomeru i co więcej, nawet po zużyciu substratu układ jest wciąż zdolny do dalszej polimeryzacji o ile tylko doda się do niego kolejną porcję monomeru. Fenomen ten Szwarc nazwał w 1956 polimeryzacją żyjącą.
Dokładniejsze badania mechanizmu tej reakcji dowiodły, że umożliwia ona proste kontrolowanie masy cząsteczkowej otrzymywanych polimerów dzięki temu, że istnieje prosta, liniowa zależność stopnia polimeryzacji produktu od proporcji inicjatora do monomeru. Ponadto otrzymane polimery cechuje wyjątkowo małą polidyspersja. Szwarc dostrzegł też możliwość zastosowania tej reakcji do syntezy kopolimerów blokowych o ściśle ustalonej długości bloków przez proste, sekwencyjne dodawanie dwóch lub więcej monomerów w momencie gdy poprzedni monomer zostanie "skonsumowany" przez układ żyjący. Zespół Szwarca był pierwszym, który dowiódł tej możliwości eksperymentalnie, publikując w 1959 opisy udanej serii syntez kopolimerów poli(tlenku etylenu) i polistyrenu. Uczniowie Szwarca pracowali w późniejszych latach nad syntezą wielu innych kopolimerów blokowych metodą polimeryzacji żyjącej otrzymując materiały, które znalazły praktyczne zastosowania (m.in. kopolimery butadien-styren, butadien-winylopirydyna i wiele innych). Kolejne lata badań zespół Szwarca poświęcił też na dalszą dogłębną analizę reakcji żyjącej polimeryzacji. M.in. przebadano setki związków organicznych pod kątem użycia ich bądź to jako inicjatorów bądź monomerów. Analizowano też szczegółowo wpływ rozpuszczalników, przeciwjonów i innych warunków prowadzenia reakcji żyjącej polimeryzacji na jej przebieg.
Ubocznym, ale ważnym teoretycznie efektem prac Szwarca, było rozwiązanie zagadnienia wpływu ruchów Browna na zachowania polimerów w roztworach. Poprzez syntezę serii polimerów znakowanych na końcach i ich analizę za pomocą spektroskopii EPR Szwarc stworzył eksperymentalnie uzasadnioną teorię wyjaśniającą częstotliwość spotkań końców łańcucha polimeru w roztworach, co ma decydujące znaczenie w reakcjach sieciowania i syntezy kopolimerów szczepionych.
Po przejściu na emeryturę i przeniesieniu się do Loker Hydrocarbon Research Institute jego aktywność naukowa nie zmalała. Od 1980 do śmierci opublikował ponad 40 prac i uczestniczył w wielu projektach przemysłowych. W okresie tym opublikował też wiele prac przeglądowych i monografii, w tym Ionic polymerization fundamentals, która wciąż stanowi podstawowy podręcznik do nauki podstaw polimeryzacji jonowej.

## Nagrody i odznaczenia
- Członek The Royal Society (1966)[1]
- Członek zagraniczny Komitetu Noblowskiego (1968–72)
- Nagrody American Chemical Society: Witco Award in Polymer Chemistry (1969); Award of the Division of Polymer Chemistry (1990)[2]
- Nagroda Kioto i honorowe członkostwo w Japońskim Towarzystwie Chemicznym (1991)[12][13]
- International Award of the Plastics Engineers (1972)[12]
- Złoty Medal Towarzystwa Benjamina Franklina (1978)[1]
- Członek zagraniczny Polskiej Akademii Nauk (1988)[1]
- Doktoraty honoris causa': Uniwersytet w Leuven (1974), Uniwersytet w Uppsala, Instytut Pasteura (1978), Uniwersytet Jagielloński (2000)[1]